# Єзеже
Єзеже (пол. Jezierze, нім. Vorwerk Karlshof) — село в Польщі, у гміні Колчиґлови Битівського повіту Поморського воєводства.
Населення — 248 осіб (2011).
У 1975–1998 роках село належало до Слупського воєводства.

## Демографія
Демографічна структура станом на 31 березня 2011 року:
|          | Загалом | Допрацездатний вік | Працездатний вік | Постпрацездатний вік |
| -------- | ------- | ------------------ | ---------------- | -------------------- |
| Чоловіки | 124     | 31                 | 86               | 7                    |
| Жінки    | 124     | 30                 | 76               | 18                   |
| Разом    | 248     | 61                 | 162              | 25                   |